# Барашівська волость
Барашівська волость — історична адміністративно-територіальна одиниця Житомирського повіту Волинської губернії з центром у селі Бараші.
Станом на 1885 рік складалася із 75 поселень, 12 сільських громад. Населення — 12 661 особа (6441 чоловічої статі та 6220 — жіночої), 806 дворових господарств.
|                     | Площа, десятин | У тому числі орної, дес. |
| ------------------- | -------------- | ------------------------ |
| Сільських громад    | 20772          | 9472                     |
| Приватної власності | 33777          | 5495                     |
| Казенної власності  | —              | —                        |
| Іншої власності     | 168            | 120                      |
| Загалом             | 54717          | 15087                    |

Основні поселення волості:
- Бараші — колишнє власницьке село за 80 верст від повітового міста, 978 осіб, 170 дворів, православна церква, костел, єврейський молитовний будинок, школа, 2 постоялих будинки та порцеляновий завод. За 15 верст — німецька колонія Сорочня з постоялим будинком, 2 вітряними млинами, 9 маслобойними та шкіряним заводом. За 5 верст — німецька колонія Крем'янка зі школою, постоялим будинком, вітряним млином, цегельним і порцеляновим заводом. За 11 верст — німецька колонія Червона Федорівка (Майдан) з лютеранською каплицею. За 18 верст — Оскарівка зі скляним заводом.
- Бобриця — колишнє власницьке село при Томашовці, 432 особи, 48 двори, паровий і водяний млини.
- Баскаки — колишнє власницьке село при річці Уші, 513 осіб, 46 дворів, існували постоялий будинок і водяний млин.
- Білка — колишнє власницьке село при річці Білка, 850 осіб, 45 дворів, православна церква, школа, постоялий будинок, лавка, водяний млин, винокурний завод.
- Киянка — колишнє власницьке село при струмкові Кур'янці, 527 осіб, 66 дворів, постоялий будинок.
- Недзелиця — колишнє власницьке село при річці Уші, 863 особи, 99 дворів, постоялий будинок, вітряний млин.
- Рясне — колишнє власницьке село при річці Уші, 420 осіб, 53 двори, православна церква, постоялий будинок, водяний млин.
- Сушки — колишнє власницьке село при річці Білка, 1018 осіб, 90 дворів, православна церква, постоялий будинок.
- Симони — колишнє власницьке село при річці Ставці, 502 особи, 59 дворів, постоялий будинок. З 29.06.1960 року до Симонів приєднано село Сербинівку (до 1939 року колонія, на 1941 рік хутір)[2][3][4].
- Березівка — колонія.

До 1913 року кількість населених пунктів не змінилася, кількість дворових господарств зросла до 5135, населення зросло до 26 590 осіб, волосним старшиною був Д. Шевчук.
Малі поселення волості, які станом на 1 жовтня 1941 р. на обліку не значаться:
- Бедрія, урочище за 79 верст від повітового міста і 24 версти від волості, 8 дворів, 78 мешканців.
- Брачки, колонія за 71 версту від повітового міста і 4 версти від волості, 13 дворів, 78 мешканців.
- Гаврилова Піч, урочище за 82 версти від повітового міста і 10 верст від волості, 17 дворів, 90 мешканців.
- Гринжівка, урочище за 70 верст від повітового міста і 6 верст від волості, 20 дворів, 111 мешканців.
- Козині Ліски, урочище за 72 версти від повітового міста і 5 верст від волості, 6 дворів, 41 мешканець.
- Микулинці, колонія за 72 версти від повітового місті і 5 верст від волості, 18 дворів, 96 мешканців.
- Нехворощ, урочище за 80 верст від повітового міста і 5 верст від волості, 2 двори, 11 мешканців.
- Павловка, слобода за 70 верст від повітового міста і 8 верст від волості, 36 дворів, 265 мешканців.
- Тумар, колонія за 72 версти від повітового міста і 5 верст від волості, 7 дворів, 36 мешканців.
- Ушично, колонія за 66 верст від повітового міста і 11 верст від волості, 14 дворів, 92 мешканця.
- Хатки, урочище за 85 верст від повітового міста і 10 верст від волості, 1 двір, 10 мешканців.
- Ходиха, урочище за 72 версти від повітового міста і 7 верст від волості, 1 двір. 7 мешканців.[6][7]